# Bogotá (Schiff)
Die Bogotá war ein kolumbianisches Kanonenboot, das ursprünglich als Minensuchboot des Typs Minensuchboot 1916 der deutschen Kaiserlichen Marine gebaut, aber nicht mehr als solches fertiggestellt wurde. Nach dem Ende des Ersten Weltkriegs erfolgte der Umbau zum Passagierschiff. Das Schiff wurde unter dem Namen Helgoland im Seedienst Ostpreußen sowie längere Zeit als Tönsberg I in Norwegen eingesetzt. 1932 kaufte Kolumbien das Schiff und setzte es als Bogotá bis zu seinem Untergang 1946 als Kanonenboot ein.

## Bau und technische Daten
Das Schiff wurde noch während des Ersten Weltkriegs im Jahre 1918 auf der Werft Joh. C. Tecklenborg in Geestemünde (Bremerhaven) als M 139 für die Kaiserliche Marine auf Kiel gelegt. Zwar wurde es bis Kriegsende im November 1918 nicht mehr fertiggestellt, aber da der Bau bereits sehr weit fortgeschritten war, durfte es weitergebaut werden. Der Stapellauf erfolgte am 12. März 1919. Das Schiff war 59,60 m lang (über Alles, 56,1 m in der Wasserlinie) und 7,30 m breit und hatte 2,15 m Tiefgang. Es verdrängte 548 Tonnen. Zwei 3-Zylinder-Verbunddampfmaschinen mit dreifacher Dampfdehnung und zusammen 1840 PS und zwei Schrauben ermöglichten eine Höchstgeschwindigkeit von 16,0 Knoten. Die Bunkerkapazität betrug 160 t Kohle.

## Geschichte
Bereits im Juni 1919 wurde das noch unfertige Schiff an die HAPAG verkauft, die es als Personenfähre fertigstellen ließ und auf den Namen Helgoland umtaufte. Nach ihrer Fertigstellung nahm die Helgoland im Frühjahr 1920 als zweites Schiff des Seediensts Ostpreußen ihren Dienst auf. Ihr Schwesterschiff Hörnum, das ebenfalls bereits 1918 bei Joh. C. Tecklenborg in Geestemünde als Minensuchboot M 140 auf Kiel gelegt worden war, war am 30. Januar 1920 als erstes Schiff des Seediensts von Swinemünde aus in See gestochen.
Beide Schiffe erwiesen sich allerdings als ungeeignet für die lange Fahrtzeit von 15 Stunden zwischen Swinemünde und Pillau. Sie waren zu klein und wenig komfortabel und konnten mangels Schlafkabinen nicht für Nachtfahrten eingesetzt werden. Im Jahre 1922 wurden beide daher verkauft, die Hörnum nach Liverpool, die Helgoland nach Norwegen, wo sie als Tönsberg I weiterfuhr.
1932 kaufte die kolumbianische Marine das Schiff, taufte es um auf den Namen Bogotá und ließ es in Frankreich zum Kanonenboot umbauen. Gleichzeitig wurde auch die französische Dixmude, das einstige und ebenfalls nicht mehr fertiggebaute Minensuchboot M 158, in Frankreich gekauft, in Cordova umbenannt und ebenso umgebaut. Die Bewaffnung bestand aus einem 8,8-cm-L/45-Geschütz, zwei 7,5-cm-Geschützen und zwei 13,2-mm-MG, die Besatzung aus 40 Mann. Die Dampfkessel wurden modifiziert, um sowohl Kohle als auch Holz verfeuern zu können. Die Wasserverdrängung des umgebauten Schiffs betrug 508 t standard bzw. 630 t maximal. Die beiden Schiffe fuhren mit französischen Besatzungen nach Belém in Brasilien, wo sie am 24. Februar 1933 eintrafen und von der kolumbianischen Marine übernommen wurden. Sie dienten dann als Patrouillen- und Flusskanonenboote.
Die Bogotá sank 1946 nach einer Kollision.